# Руцкас
Ру́цкас (Руцка; устар. Вадаш; латыш. Ruckas ezers; Ва́да, латыш. Vada ezers) — озеро в Сталбской волости Паргауйского края Латвии. Относится к бассейну Гауи.
Располагается на Лимбажской волнистой равнине Идумейской возвышенности. Уровень уреза воды находится на высоте 60,2 м над уровнем моря. Акватория округлой формы, вытянута в направлении север — юг примерно на 0,8 км. Площадь водной поверхности — 41 га (ранее — 43 га). Наибольшая глубина составляет 1,7 м и достигается к северо-востоку от центра озера. Несмотря на мелководность, зарастанию подвержено незначительно. Берега низкие. Дно песчаное. Площадь водосборного бассейна — 2,2 км². Сток идёт на юг в реку Набе, правый приток Браслы.